# Niklas och verkligheten
Niklas och verkligheten är en svensk dokumentärserie som hade premiär på TV4 och TV4 Play den 2 maj 2023. Programmet leds av Niklas Källner. Första säsongen består av tre avsnitt.

## Handling
Serien kretsar kring journalisten Niklas Källner och hans ambition att öka sin kunskap om några av svenskarnas mest kontroversiella subkulturer. Mer specifikt är han nyfiken på vad det är som driver dessa människor, och vilka regler som gäller i deras värld? I programserien studerar Niklas en ny subkultur i varje avsnitt. Den andra säsongen har premiär den 28 maj 2024.

## Säsong 1
- Avsnitt 1: Klimataktivist och ligist
- Avsnitt 2: Den nya drogturismen
- Avsnitt 3: Våld som hobby